# Андріяшівка (Подільський район)
Андрія́шівка — село у складі Балтської міської громади у Подільському районі, Одеська область.
На заході межує з містом Балта, на сході — із селами Немирівське і Перельоти, на півночі та заході з селом Бендзари.

## Історія
У селі 1800 року встановлено пам'ятник на честь російських військ під командуванням Александра Суворова, що проходили селом під час російсько-турецької війни 1787—1792 рр.
7 (20) листопада 1917 року, відповідно до Третього Універсалу Української Центральної Ради, увійшло до складу Української Народної Республіки.
Під час організованого радянською владою Голодомору 1932—1933 років померло 4 жителі села.
У 2011 році в селі припинила свою роботу загальноосвітня школа І-ІІ ступенів.
12 червня 2020 року, відповідно до Розпорядження Кабінету Міністрів України від № 724-р «Про визначення адміністративних центрів та затвердження територій територіальних громад Одеської області», увійшло до складу Балтської міської територіальної громади.
19 липня 2020 року, в результаті адміністративно-територіальної реформи і ліквідації Балтського району, село увійшло до складу новоутвореного Подільського району.

## Населення
Згідно з переписом 1989 року населення села становило 501 особа, з яких 211 чоловіків та 290 жінок.
За переписом населення 2001 року в селі мешкали 524 особи.

### Мова
Розподіл населення за рідною мовою за даними перепису 2001 року:
| Мова       | Відсоток |
| ---------- | -------- |
| українська | 93,71 %  |
| російська  | 3,43 %   |
| румунська  | 1,52 %   |
| циганська  | 1,33 %   |